# 池青天
池 青天（チ・チョンチョン、朝鮮語: 지청천、1888年1月25日 - 1957年1月15日）は、朝鮮の独立運動家、大韓民国の政治家。諱は池大亨（チ・デヒョン、지대형）。本貫は忠州池氏。号は「白山」（ペクサン、백산、はくざん）。李青天（イ・チョンチョン、이청천）という変名を名乗っていた時期もあった。
高麗の将軍の池湧奇の15世孫に当たる。独立運動家の池達洙は息子、池福栄は娘、大学教授で親日反民族行為者財産調査委員会常任委員の李俊植は外孫。また、朝鮮時代末期の医師・国文学者の池錫永と画家の池雲英は7親等に当たる再従おじである。

## 経歴
漢城に生まれる。陸軍武官学校在学中に廃校となり日本へ留学、東京の陸軍中央幼年学校に入学した。1914年に陸軍士官学校（26期）を卒業した後は、歩兵少尉に任ぜられた。
中尉を務めていた1919年の三・一独立運動後に満洲へ亡命し、新興武官学校教官に就任し、独立軍の幹部養成に尽力した。当時の武官学校において、23期卒の先輩金光瑞とともに、日本の士官学校を卒業した池の存在は、大変貴重なものだったという。これにより陸軍歩兵中尉を免本官、従七位返上を命じられる。
翌1920年には、大韓民国臨時政府傘下の西路軍政署の教官に就任した。同年秋に、日本が在満独立軍大討伐作戦を展開すると、青山里戦闘において壊滅的な打撃を受け、独立軍の約150名の兵力を率いて、安図県密山に逃亡した。
逃亡後は、徐一や金佐鎮などによる独立運動団体を統合した「大韓独立軍団」を組織して旅団長に就任、沿海州のウラジオストクに駐屯させてコミンテルンの援助を受けて高麗革命軍官学校を設立する。しかし、1921年6月の黒河事変の際に、軍団は赤軍によって武装解除させられ、池自身もスヴォボードヌイで赤軍の捕虜になったが、釈放され満洲に戻った。
その後も、新民府・大韓義勇軍事会・大韓国民団・大韓統軍部など多くの抗日武装闘争団体結成に寄与し、1925年には、梁起鐸や呉東振など共に正義府を組織して、軍事委員長兼司令長に就任した。

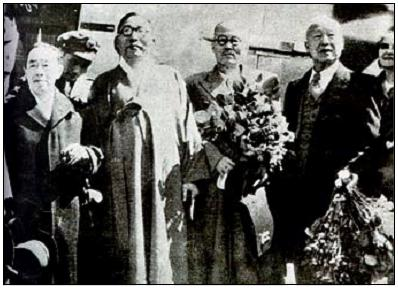
左から金奎植・金九・池青天・李承晩（1947年4月）

金佐鎮が暗殺された1930年には、韓国独立党の創党に参加し、党軍事委員長に就任した。また、韓国独立軍を創設し、自ら総司令官を務めた。
1932年には、東亜血誠同盟の幹部に就任し、チチハルなど各地の抗日団体の統合に努力した。チチハルで抗日地下運動を指揮し、韓中連合軍の総参謀長となったが、中国共産党の圧力で武装解除された後、同年に洛陽軍官学校の朝鮮班責任者として活躍した。
1939年には、大韓民国臨時政府議政院の軍事作戦準備を任された。翌1940年には、日中戦争の余波で重慶に移った光復軍総司令官となった。1941年12月10日は金九主席と趙素昻外交部長名義で日本に宣戦布告をし、抗日戦の準備をしたが、1945年8月10日に突如、日本のポツダム宣言受諾の報に触れることとなり作戦を変更、8月11日には国内挺進軍の司令官に抜擢されたが、一度も日本軍と交戦することのないまま日本の降伏を迎えた。
1946年に帰国した後は、翌1947年4月に大同青年団を創設した事を皮切りに、初代無任所大臣や民主国民党最高委員、制憲議員および第2代国会議員として活動した。
1957年に死去。死後の1962年に、韓国政府から建国勲章を授与されている。